# 西蒂龍 (英國國會選區)
西蒂龍（英語：West Tyrone），英國國會一郡選區，位於北愛爾蘭，包括奧馬區和斯特拉班區全部。創設於1997年。
本區屬親愛爾蘭選區，但由於親英的北愛爾蘭民主統一黨在民調落後下放棄競逐議席，另一個親英政黨北愛爾蘭統一黨在1997年擊敗新芬黨和社會民主及勞工黨取得議席。2001年新芬黨的帕特·杜赫提勝出，而在2010年大選中他以48.4%選票勝出該區二度連任成功。